# Basilica di Santa Maria del Monte (Viggiano)
La basilica di Santa Maria del Monte è la parrocchiale di Viggiano, in provincia di Potenza e arcidiocesi di Potenza-Muro Lucano-Marsico Nuovo; fa parte della zona pastorale della Val d'Agri.

## Storia
Secondo la tradizione, la sacra immagine della Vergine che si venera a Viggiano sarebbe stata nascosta su un monte vicino al paese in seguito alla distruzione dell'antica città di Grumentum per proteggerla dalle incursioni saracene; la leggenda narra che alcuni pastori, avendo notato un bagliore provenire dalla cima del rilievo, avrebbero ritrovato la suddetta icona, la quale, trasportata nel centro abitato, sarebbe stata collocata nella locale chiesa, divenuta poi santuario.
Questo luogo di culto andò distrutto a causa del terremoto del 1673, in seguito al quale venne costruita la nuova chiesa, poi consacrata nel 1735 dal vescovo di Marsico Nuovo Alessandro Puoti; pochi anni dopo, il 12 giugno 1740 il santuario fu incorporata dal Capitolo Liberiano alla basilica di Santa Maria Maggiore di Roma.
Nel 1859 la chiesa venne riconosciuta come sede parrocchiale e, con decreto datato 25 gennaio del medesimo anno, l'amministrazione comunale fu estromessa dalla gestione della Commissione di Beneficenza che si occupava delle offerte dei fedeli.
L'11 dicembre 1965 papa Paolo VI elevò la chiesa al rango di basilica pontificia, conferendo alla Madonna del Sacro Monte il titolo di "Patrona e Regina delle genti lucane".
Nel 2003 l'edificio fu interessato da un intervento di restauro, contestualmente al quale si procedette all'adeguamento liturgico secondo le norme postconciliari mediante l'aggiunta dell'altare rivolto verso l'assemblea e dell'ambone.

## Descrizione

### Esterno
La facciata della chiesa che volge a mezzogiorno, presenta centralmente il portale d'ingresso, sormontato dall'architrave e da un'immagine sacra, e ai lati due finestre a tutto sesto ed è scandita da lesene con capitelli dorici sorreggenti la trabeazione modanata e aggettante sopra la quale si imposta un registro attico, a sua volta sormontato da un ulteriore ordine affiancato da volute e caratterizzato dal quadrante dell'orologio.
Annesso alla parrocchiale è il campanile a base quadrata, la cui cella presenta su ogni lato una monofora.

### Interno
L'interno dell'edificio è separato da pilastri cruciformi, sorreggenti degli archi a tutto sesto, in tre navate, coperte dal cassettoni riccamente decorato con abbellimenti dorati e con stucchi; al termine dell'aula si sviluppa il presbiterio, affiancato da due cappelle, rialzato di alcuni gradini e chiuso dalla parete di fondo piatta.
Qui sono conservate diverse opere di pregio, tra le quali i due dipinti del soffitto raffiguranti l'Annunciazione e l'Assunzione, la tela ritraente la Madonna del Sacro Monte coi i Santi Gennaro e Francesco di Paola, eseguita da Giansenio Ferrari nel 1714, il quadro seicentesco ritraente l'Eterno Padre, firmata da Francesco Fracanzano, e la pala che rappresenta l'Immacolata, realizzata da Filiberto Guma da Pignola nel 1656.